# سرزمین میانه: سایه جنگ
سرزمین میانه: سایه جنگ (انگلیسی: Middle-earth: Shadow of War) یک بازی ویدئویی در سبک اکشن-ماجراجویی و نقش‌آفرینی است که توسط وارنر برادرز. اینتراکتیو انترتینمنت و در ۱۰ اکتبر ۲۰۱۷ برای پلت‌فرم‌های پلی‌استیشن ۴، مایکروسافت ویندوز، و اکس‌باکس وان منتشر شده‌است. منتقدان واکنش‌های مثبتی نسبت به سایهٔ جنگ داشتند هر چند مخالفت‌های موجود هم بیشتر از سلف خودش یعنی سرزمین میانه: سایه موردور بود. بازی در زمینهٔ گیم‌پلی و یک سیستم یکپارچهٔ بهبود یافته مورد ستایش قرار گرفت با همه این احوال، عناصر داستان و تغییرات کاراکترهای ساخته شده منجر به ایجاد واکنش‌های منفی گردید که ارتباطی نیز با گنجاندن حالت میکروترنسکشن (یا پرداخت‌های درون برنامه‌ای، مدلی اقتصادی در بازی و امکانی است که بازیگر با پرداخت بخشی از منابعش، توانایی ارتقاها یا در اختیار گرفتن برخی اختیارات را به دست می‌آورد) و لوت‌باکس‌ها (عنوان بسته‌ها و پکیج‌های دست‌یافتنی اتفاقی در بازی است که اغلب همراه با جایزه‌ای از سلاح‌ها یا امکانات اضافی ویژه است) در بازی داشت. یک بازی رایگان نیز برای سل‌فون‌های شخصی با پلتفرم آی‌اواس و اندروید نیز منتشر گردید. در آوریل ۲۰۱۸، بخش تعاملی و سرگرمی وارنر برادرز اعلام کرد که تمام پرداخت‌های درون برنامه‌ای از نسخهٔ رایانه‌ای بازی تا تاریخ ژوئیه ۲۰۱۸ حذف خواهد گردید.